# Christoph Walter (Schauspieler)

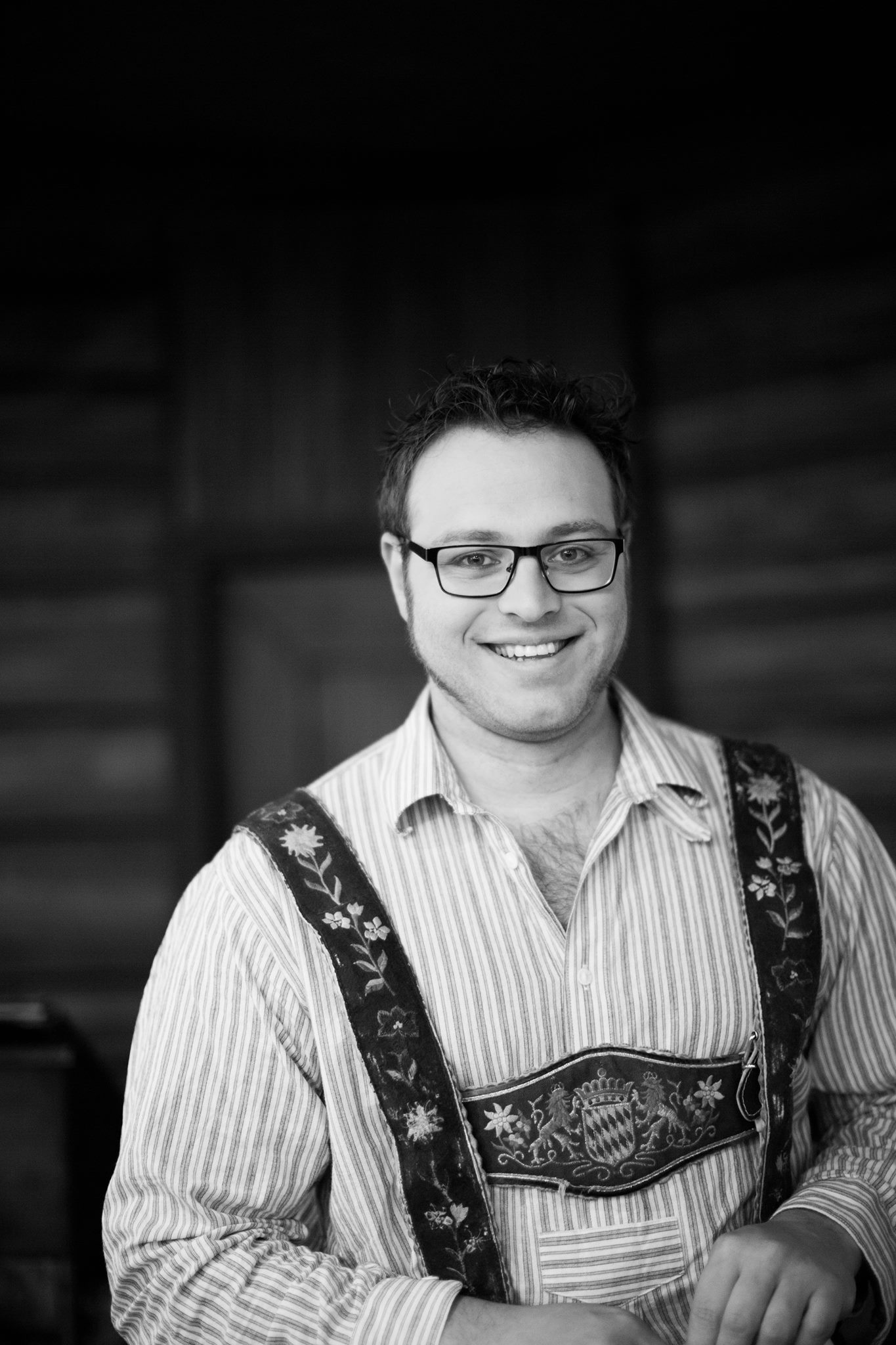
Christoph Walter (2021)

Christoph Walter (* 18. April 1983 in Garmisch-Partenkirchen) ist ein deutscher Schauspieler, Kabarettist und Autor.

## Leben
Walter wuchs in Oberau an der Loisach auf. Während seiner Schulzeit wirkte er in der jährlichen Schultheaterproduktionen mit.
Seit 2008 ist Walter festes Ensemblemitglied im Kleinen Theater Garmisch-Partenkirchen unter der Leitung von Rainer Pokorny, Regina Rohrbeck sowie Tatjana Pokorny und wirkte mit bei Bühnen- und Schauspielprojekten anderer Produktionen unter anderem beim Red Door Projekt, mit. Im Bayerischen Fernsehen hatte Walter in der Serie Dahoam is Dahoam Gastauftritte in den Folgen 907 und 2157. In Folge 2 der 7. Staffel wirkte Walter bei der US Produktion Expedition Unknown als Martin Bormann mit.
2013 führte Walter sein erstes Solo-Kabarettprogramm mit dem Titel Ganz Alloa im Kulturfrühling in Wallgau auf. 2015 folgte das zweite Soloprogramm Leif und in Farbe.
2014 schrieb Walter für das Bühnenstück Der Neffe als Onkel von Friedrich Schiller eine bayerische Fassung.
2017 feierte die von Walter arrangierte Lesung von Ludwig Thomas Stücken, anlässlich des 150. Geburtstages des Autors, Premiere im kleinen Theater Garmisch-Partenkirchen.
Im Januar 2018 gründete Walter zusammen mit Alexandra Kiening und Cornelia Rettinger das Werdenfelser Kabinettl – Das Bavarieté, welches sich für den Erhalt der Kleinkunst einsetzt. Ende 2021 löste sich das Werdenfelser Kabinettl einvernehmlich auf. Seit Januar 2022 führen Walter und Rettinger den Ursprungsgedanken als Werdenfelser Brettl weiter.
Im Jahr 2021 veröffentlichte er eine eigene Kasperlgeschichte Der Walterschwanger Kasperl – Der gemeine Schwammerldieb als Hörspiel. Neben Walter sprachen seine Kinder Magdalena und Theresa sowie seine Frau Veronika. Es folgten 2022 das Hörspiel Der Walterschwanger Kasperl und Gspenster an der Kuhalm und Ende des Jahres 2023 das dritte Hörspiel Der Walterschwanger Kasperl und der Raubritter Heribert. Seit Januar 2024 sendet der Radiosender Alpin FM wöchentlich eine neue Kurzfolge vom Walterschwanger Kasperl im Format "Die Kasperlminutn auf Alpin FM".
Walter engagiert sich für die „Bürgerstiftung Mehrwert“ in Garmisch-Partenkirchen und für das Waisenhaus „Baby Sarah’s Home“ bei der Spendenaktion Südamerika trifft Südafrika.

## Auftritte

### Theaterensemble
- Die Raubritter vor München (Valentin) als Ritter Lenz und der Hauptmann (Kleines Theater Garmisch-Partenkirchen)
- Don Camillo und Peppone als Smilzo (Kleines Theater Garmisch-Partenkirchen)
- Kabale und Liebe als Hofmarschall v. Kalb (Kleines Theater Garmisch-Partenkirchen)
- So ein Schlawiner als Paul (Kleines Theater Garmisch-Partenkirchen)
- Der Brandner Kaspar Hias (Kleines Theater Garmisch-Partenkirchen)
- Maria Stuart Sir William Davison (Kleines Theater Garmisch-Partenkirchen)
- Hals- und Beinbruch als Andi Gruber (Kleines Theater Garmisch-Partenkirchen)
- Seidlparkführung als Emanuel von Seidl (Red Door Project)
- Der Koffer als Beppi (Gastrolle VTV Oberau)
- Tratsch im Stiegenhaus als Franz Meiringer (Kleines Theater Garmisch-Partenkirchen)
- Schauspielführung Neubiberg in mehreren Rollen (Red Door Project)
- Mia san Nolympija als Andi Gruber (Kleines Theater Garmisch-Partenkirchen)
- Die Opernbayern in mehreren Rollen (Die Opernbayern)
- Männer wie wir als Eigendarsteller (Kleines Theater Garmisch-Partenkirchen)
- Bayerische Weihnacht als Josef Grasegger (Kleines Theater Garmisch-Partenkirchen)
- Der original Hüttenkrimi in mehreren Rollen (Crossing Mind)
- Die Mordsleich vom Riessersee als Böck (Hauptrolle) (Kleines Theater Garmisch-Partenkirchen)
- Mordsgaudi am Schloß Schachen als Böck (Hauptrolle) (Kleines Theater Garmisch-Partenkirchen)
- 150 Jahre Ludwig Thoma – Szenische Lesung (Kleines Theater Garmisch-Partenkirchen)
- Oipspitzglühn (Alpspitzglühen), verschiedene Rollen mit dem Werdenfelser Kabinettl (Kleines Theater Garmisch-Partenkirchen und Tournee)
- Die Mordshexen von der Partnachklamm[10] als Böck (Hauptrolle) (Kleines Theater Garmisch-Partenkirchen)
- D´Wirtszenzl von Aschau als Richter (Gastrolle zum 125-jährigen Bestehen der Theatergruppe Eschenlohe)

### Soloprogramm
- Da Christoph is Ganz Alloa
- Da Christoph is Leif und in Farbe

### Fernsehen
- Dahoam is Dahoam als Hebamme Tobi (Folge 907, BR)
- Dahoam is Dahoam als Freddy (Folge 2157, BR)
- Expedition Unknown als Martin Bormann (Staffel 7, Episode 2 „Deciphering the last Nazi Code“,[2] Discovery Channel)

### Film
- Mission X von Manuel Brückl als Polizist Falter

### Hörspiel
- Der Walterschwanger Kasperl – Der gemeine Schwammerldieb[11]
- Der Walterschwanger Kasperl – Gespenster an der Kuhalm[12]
- Der Walterschwanger Kasperl – Der Raubritter Heribert[8]